# Bürgermeisterei Zülpich
Die Bürgermeisterei Zülpich war eine von zunächst siebzehn preußischen Bürgermeistereien, in die sich der 1816 gebildete Kreis Lechenich, 1827 umbenannt in Kreis Euskirchen, im Regierungsbezirk Köln verwaltungsmäßig gliederte. Sie bestand aus zwei Gemeinden und wurde 1856 aufgelöst.

## Gemeinden und zugehörige Ortschaften
Zur Bürgermeisterei gehörten folgende Gemeinden und Wohnplätze (Stand: ~ 1846):
- Stadt Zülpich mit dem Wohnplatz Spitz
- Gemeinde Bessenich

## Geschichte
Vor der Besetzung der linksrheinischen Gebiete durch Frankreich 1794 gehörte die Stadt Zülpich zum Kurfürstentum Köln und Bessenich zum Herzogtum Jülich. Unter der Herrschaft der Franzosen, die die Verwaltung in den annektierten Gebieten völlig neu ordneten, war Zülpich Sitz einer Mairie innerhalb des Kantons Zülpich im Arrondissement de Cologne des Departements de la Roer. 1815 fiel das Rheinland und damit auch die Mairie Zülpich an Preußen, das die französische Verwaltungseinteilung auf der kommunalen Ebene fast unverändert übernahm. Aus der Mairie Zülpich wurde die Bürgermeisterei Zülpich im Kreis Lechenich im Regierungsbezirk Köln. Dieser gehörte zunächst zur Provinz Jülich-Kleve-Berg, die 1822 mit der Provinz Großherzogtum Niederrhein zur Rheinprovinz zusammengefasst wurde.
Mit Einführung der Rheinischen Gemeindeordnung kam es 1845 zur rechtlichen (Wieder-)Anerkennung der durch die Bürgermeistereien verwalteten Gemeinden als Gebietskörperschaften. In der Bürgermeisterei Zülpich wurden die Gemeinden Zülpich und Bessenich eingerichtet. Im Mai 1851 erfolgte in der Bürgermeisterei die Einführung der neuen preußischen Gemeindeordnung.
1856 erhielt Zülpich die Rechte einer Stadt nach der Rheinischen Städteordnung verliehen und schied aus der Bürgermeisterei Zülpich aus. Die Bürgermeisterei wurde aufgelöst und die Gemeinde Bessenich der Bürgermeisterei Nemmenich zugeordnet.
Durch § 1 des Gesetzes zur Neugliederung des Landkreises Euskirchen vom 10. Juni 1969 wurde die Gemeinde Bessenich am 1. Juli 1969 in die Stadt Zülpich „eingemeindet“, wobei es sich in rechtlicher Hinsicht um den Zusammenschluss von 14 Gemeinden, darunter einer Stadt, zu einer neuen Gemeinde handelte, die den Namen Zülpich erhielt und die Bezeichnung Stadt führt.°

## Statistische Angaben
Nach der „Topographisch-Statistischen Beschreibung der Königlich Preußischen Rheinprovinz“ aus dem Jahr 1830 gehörten zur Bürgermeisterei eine Stadt, ein Dorf, ein aus einzelnen Häusern bestehendes Etablissement und drei Mühlen. Es gab 4 Kirchen und Kapellen, 7 öffentliche Gebäude und 262 Privatwohnhäuser sowie 240 Scheunen und Ställe.
Die Bürgermeisterei umfasste 1.144 ha, davon entfielen 783 ha auf Zülpich und 361 ha auf Bessenich.
In der Bürgermeisterei wohnten:
| Jahr | Einwohner | katholisch | evangelisch | jüdisch | männlich | weiblich |
| ---- | --------- | ---------- | ----------- | ------- | -------- | -------- |
| 1816 | 1291      |            |             |         |          |          |
| 1825 | 1301      |            |             |         |          |          |
| 1828 | 1332      | 1269       | 3           | 60      | 653      | 679      |
| 1843 | 1454      | 1388       | 4           | 62      |          |          |

Die Zahl der Wohnhäuser hatte sich 1843 auf 277 erhöht.